# Tangara meyerdeschauenseei
A Tangara meyerdeschauenseei  a madarak osztályának verébalakúak (Passeriformes) rendjébe és a tangarafélék (Thraupidae) családjába tartozó  faj.

## Elnevezése
Tudományos faji nevét Rodolphe Meyer de Schauensee amerikai ornitológusról kapta.

## Előfordulása
Bolívia északnyugati és Peru délkeleti részén honos. A természetes élőhelye szubtrópusi és trópusi erdők és bokrosok, valamint ültetvények, termőföldek és falusi kertek. Állandó, nem vonuló faj.

## Megjelenése
Átlagos testtömege 26 gramm.